# Нальцы
Нальцы — деревня в Боровичском муниципальном районе Новгородской области, входит в Сушанское сельское поселение.
Деревня расположена на старице Мсты, в 9 км к северо-западу от Боровичей.

## Достопримечательности
В 1798 году здесь был выстроен каменный храм Успения Божией Матери, он расположен на месте старого деревянного храма. При церкви действовала церковно-приходская школа, построенная в 1891 году. В апреле 1938 года настоятеля храма игумена Гавриила (Зайцева) расстреляли. В феврале 1941 года храм был закрыт, а его здание передано под клуб, после начала войны здание использовалось как склад.

## Транспорт
Деревня расположена на автодороге в Чернаручье от автотрассы Окуловка — Боровичи. Ближайшая железнодорожная станция в находится в Боровичах.